# REMASTERED TRACKS ROCKMAN ZERO
「REMASTERED TRACKS ROCKMAN ZERO」（リマスタートラック ロックマンゼロ）は、2004年5月28日に発売された、「ロックマンゼロ」のサウンドトラック。

## 内容
作中で使用されていたBGMのアレンジや、さらにはリマスタードラマであるシエルズメモリーが聞けるCD。収録されているドラマにはゲームと同じ声優が扱われている。

## 収録曲
- （）内は日本版タイトル

1. Title （タイトル）
2. Ciel's Memory _ Prologue
3. The ruins of lab （遺跡）
4. Captive Legend （伝説の虜囚）
5. Cyberelf （サイバーエルフ）
6. Theme of ZERO (from Rockman X) （ゼロのテーマ）
7. Guarder Room （ガーダールーム）
8. Crash （クラッシュ）
9. Result of Mission （リザルト）
10. Ciel's Memory _ Rebirth from ZERO
11. Intermission （インターミッション）
12. Resistance （レジスタンス）
13. Express UG （アンダーグラウンドエキスプレス）
14. Deadzone （デッドゾーン）
15. Scorching Desert （灼熱の砂漠）
16. Ciel's Memory _ The Big Four
17. Hell Plant （ヘルプラント）
18. Infiltration （潜入）
19. Emergency （緊急事態）
20. Enemy Hall （エネミーホール）
21. Neo Arcadia（ネオ・アルカディア）
22. Ciel's Memory _ Truth of Hero
23. Fake （フェイク）
24. Ciel's Memory _ Epilogue
25. For Endless Fight （果てしなき戦いへ）
26. Area of ZERO / Main Theme of ZERO （ゼロの領域）

## ラインナップ

### 作曲
- 山田一法（Track 1～5、7～30）
- 山本節生（Track 6）

### 編曲
- III

### シナリオ （Ciel's Memory）
- 矢部誠

### III：サウンドクリエイトユニット
- 山田一法 - キーボード、サウンドエフェクト、プログラミング
- 梅垣ルナ - キーボード、プログラミング
- 栗原務 - ギター、プログラミング
- 友澤眞 - ギター （Track 6）

### キャスト（Ciel's Memory）
- 風間勇刀 - ゼロ、コピーエックス（ノンクレジット）[1]
- 田中理恵 - シエル
- 緒方恵美 - ハルピュイア
- 中井和哉 - ファーブニル
- 今井由香 - レヴィアタン
- 稲田徹 - ファントム
- 高木渉 - ミラン